# Beta timozin
Beta timozini su familija proteina koji imaju zajedničku sekvencu od oko 40 aminokiselina. Oni su slični peptidu timozin β4. Beta timozini su prisutni u skoro isključivo u multićelijskim životinjama. Timozin β4 je originalno izdvojen iz grudne žlezde zajedno sa nekoliko drugih peptida, i oni su dobili zajedničko ime timozini. Kasnije je utvrđeno da su ti proteini strukturno i genetički različiti i da su prisutni u mnogim životinjskim tkivima.